# Anita Napierała
Anita Maria Napierała – polska historyk, dr hab. nauk humanistycznych, profesor uczelni Wydziału Historii Uniwersytetu im. Adama Mickiewicza w Poznaniu.

## Życiorys
5 lutego 2007 obroniła pracę doktorską Funkcje cierpienia w antropologii romantycznej. Wizje i diagnozy Zygmunta Krasińskiego (promotor Bohdan Marian Lapis), 3 lipca 2018 habilitowała się na podstawie pracy zatytułowanej Higiena prywatna w polskich publikacjach popularnych i popularnonaukowych w drugiej połowie XIX i na początku XX wieku. Koncepcje i porady. Została zatrudniona na stanowisku adiunkta w Instytucie Historii na Wydziale Historii Uniwersytetu im. Adama Mickiewicza w Poznaniu.
Jest profesorem uczelni na Wydziale Historii Uniwersytetu im. Adama Mickiewicza w Poznaniu.